# جايسون دوزيل
جايسون دوزيل (بالإنجليزية: Jason Dozzell)‏ هو لاعب كرة قدم بريطاني في مركز الوسط، ولد في 9 ديسمبر 1967 في إبسوتش في المملكة المتحدة. شارك مع منتخب إنجلترا تحت 21 سنة لكرة القدم. أما مع النوادي، فقد لعب مع إيبسويتش تاون وتوتنهام هوتسبير وكولتشستر يونايتد ونورثامبتون تاون.

## وصلات خارجية
- جايسون دوزيل على موقع قاعدة بيانات كرة القدم.إي يو (الإنجليزية)
- جايسون دوزيل على موقع Soccerbase.com (لاعب) (الإنجليزية)
- جايسون دوزيل على موقع عالم كرة القدم.نت (الإنجليزية)